# Gai Marci Fígul (cònsol 64 aC)
Gai Marci Fígul (en llatí Caius Marcius C. F. C. N. Figulus) va ser un magistrat romà del segle i aC. Formava part de la gens Màrcia, una gens romana d'origen patrici.
Va ser cònsol romà l'any 64 aC, juntament amb Luci Juli Cèsar. En els debats sobre la sentència de Catilina i els seus còmplices es va declarar partidari de la pena de mort i va aprovar les mesures de Ciceró. En el seu consolat el senat va abolir alguns col·legis que eren considerats perjudicials per a la llibertat dels comicis i la pau pública.